# Domingos Bonifácio
Domingos Bonifácio, né le 28 octobre 1984 à Luanda, en Angola, est un joueur angolais de basket-ball, évoluant au poste de meneur.

## Palmarès
- Champion d'Afrique 2009
- Médaille d'or aux Jeux africains de 2007